# پیچیدگی محاسباتی مجانبی
مطابق با نظریه پیچیدگی محاسباتی، از تحلیل مجانبی برای تخمین پیچیدگی محاسباتی الگوریتم‌ها و مسائل محاسباتی، با استفاده از نماد O بزرگ استفاده می‌شود که به آن پیچیدگی محاسباتی مجانبی (به انگلیسی: Asymptotic computational complexity) می‌گویند.

## بازه
با توجه به منبع رایانشی، پیچیدگی زمان ناهمساو و پیچیدگی فضای مجانبی تخمین زده می‌شوند. دیگر رفتارهای مجانبی که تخمین زده می‌شوند عبارتند از پیچیدگی مداری (به انگلیسی: circuit complexity) و اندازه‌گیری‌های متنوع پردازش موازی مانند تعداد پردازنده‌ها (ی موازی) است.
از انتشار مقاله یوریس هارتمانیس و ریچارد استیرنز در ۱۹۶۵ و همچنین مقاله مایکل گری و دیوید اس جانسون در ۱۹۷۹ دربارهٔ ان‌پی کامل، اصطلاح تحلیل الگوریتم‌ها، معمولاً به پیچیدگی رایانشی ناهمساویک گفته می‌شود.